# Paracanthocinus laosensis
Paracanthocinus laosensis là một loài bọ cánh cứng trong họ Cerambycidae.